# Apartamento Bedspace

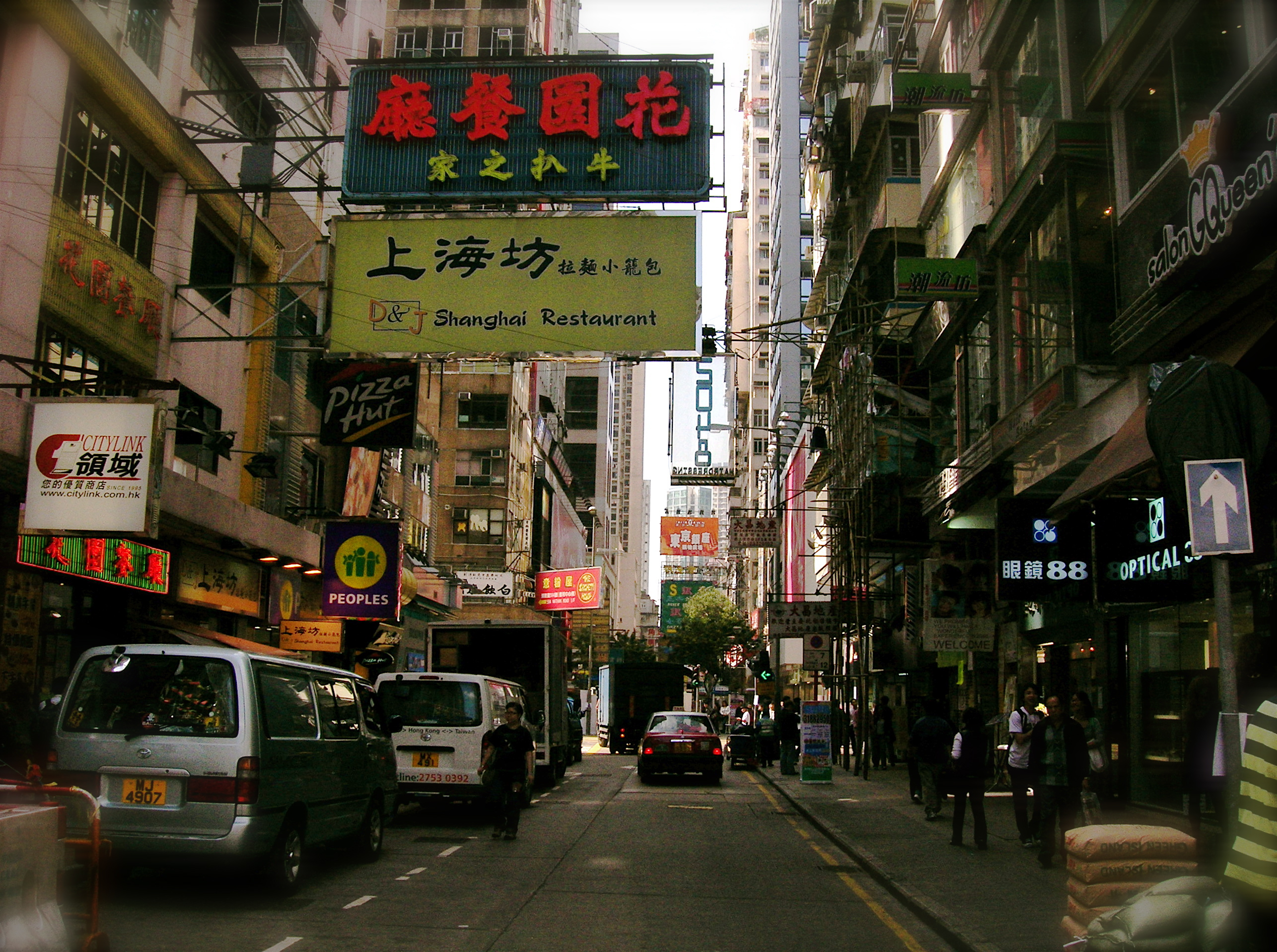
Escena callejera en Mong Kok, un barrio donde existen hogar jaula

Un Apartamento Bedspace (en chino simplificado, 床位寓所), también llamado hogar jaula (en chino tradicional, 籠屋), cubículo ataúd o hogar ataúd, es un tipo de residencia que sólo tiene capacidad para una litera rodeada por una jaula metálica.: 23  En 2007, había aproximadamente 53,200 personas viviendo en estas condiciones.  Este tipo de residencia se originó en Hong Kong, y existe principalmente en los distritos urbanos más antiguos, como Sham Shui Po, Mong Kok, To Kwa Wan y Tai Kok Tsui.
Por lo general, los residentes son personas de bajos ingresos, incluyendo ancianos, consumidores de drogas y algunos trabajadores poco o nada cualificados. Los informes del Consejo Legislativo de Hong Kong constataron que las personas que vivían en casas jaula eran las que no tenían derecho a asistencia social, ni a subvención de alquiler o electricidad. La mayoría de los residentes son hombres. La seguridad y otras condiciones de vida en los hogares de los apartamentos con cama suelen ser deficientes.
Aunque a menudo se denominan casas jaula, el Gobierno de Hong Kong las clasifica como “apartamentos con espacio para dormir”. Según la Ordenanza sobre apartamentos con espacio para dormir, el término "apartamento con espacio para dormir" se refiere a una casa que contiene 12 o más personas que alquilan espacios para dormir individualmente. Es legal gestionar estos apartamentos con espacio para dormir, pero los propietarios deben solicitar primero una licencia especial.

## Definiciones
El Gobierno de Hong Kong define los Apartamento Bedspace de la siguiente manera:

1. “espacio de cama”: un espacio de suelo, una cama o un marco o una litera para el alojamiento de una sola persona o destinado al alojamiento de una sola persona
2. y “apartamento con espacio para dormir” significa cualquier unidad de vivienda que contenga doce o más plazas ocupadas o destinadas a ser ocupadas en virtud de un contrato de arrendamiento, o dos o más unidades de vivienda contiguas en el mismo edificio en el que se hayan eliminado los tabiques de separación entre las unidades, y para determinar si una unidad de vivienda constituye un apartamento con espacio para dormir no será necesario tener en cuenta la existencia de ningún tabique en la unidad de vivienda. No se permitirá la construcción de apartamentos en edificios industriales o sótanos.

## Historia
Los Apartamento Bedspace con cama empezaron a aparecer con más frecuencia durante las décadas de 1950 y 1960. Durante la Guerra Civil China, un gran número de chinos continentales emigraron a Hong Kong, y esto, junto con un aumento de la natalidad debido a la prosperidad de la economía, hizo que la población aumentara drásticamente de 2.015.300 en 1951 a 3.129.648 en 1961. En un intento de hacer frente a la demanda de vivienda, el Gobierno de Hong Kong comenzó a construir varias urbanizaciones públicas. Sin embargo, el gobierno no podía hacer frente a la carga adicional que suponían los trabajadores inmigrantes chinos, y en aquella época no existían políticas de protección de la vivienda ni del trabajo. Por ello, las casas jaula se hicieron populares entre los trabajadores inmigrantes, ya que el precio del alquiler era bajo.
En la actualidad, la gente sigue viviendo en casas jaula porque el gobierno de Hong Kong ha instituido un sistema de puntuación de una sola persona para las solicitudes de vivienda pública y ha reducido las cuotas de vivienda pública. Además, según una norma ya vigente antes del traspaso y luego transcrita en la Ley Básica de Hong Kong, los nuevos inmigrantes deben esperar siete años para convertirse en residentes permanentes de Hong Kong. Por ello, los inmigrantes pobres se ven a menudo obligados a vivir en pisos de alquiler hasta que reciben un Tarjeta de identidad de Hong Kong.

## Entorno
Los Apartamento Bedspace suelen estar situados en el interior de edificios antiguos en zonas urbanas. En los pisos, todo el espacio vital está dividido en varias secciones. Cada sección tiene dos o tres capas de camas, que se subdividen con jaulas metálicas. Al no haber puertas, los residentes tienen que guardar todos sus objetos personales dentro del espacio reducido. Cada espacio de cama es muy estrecho, por lo que un adulto apenas puede tumbarse, ponerse de pie o sentarse recto. Dado que los residentes no tienen espacio para ningún objeto personal adicional dentro de la casa jaula, se considera que este espacio de cama es un lugar sólo para dormir. Los hogares jaula son tenues, estrechos y calurosos. La temperatura puede alcanzar 34 grados Celsius (93,2 °F). Los residentes comparten los aseos y la cocina, que son notoriamente malolientes, sucios y muy simples.: 25 
Las Casas con jaula también carecen de privacidad porque están muy cerca unas de otras. Aunque algunas casas-jaula modernas tienen tabiques para separar las distintas secciones, estos suelen consistir únicamente en una fina pieza de madera o cartón.